# Lonrai

Lonrai este o comună în departamentul Orne, Franța. În 1 ianuarie 2022 avea o populație de 1.084 de locuitori.